# 초조본 잡아비담심론 권9
초조본 잡아비담심론 권9(初雕本 雜我毘曇心論 卷九)은 서울특별시 서대문구 연세대학교중앙도서관에 있는 고려시대의 목판본 불경이다. 2007년 10월 24일 대한민국의 보물 제1529호로 지정되었다.

## 개요
이 경전은 천축국의 법구(法救) 존자가 지은 것을 유송(劉宋) 시대(435)에 승가발마(僧伽跋摩) 등이 번역한 경전을 11세기에 대장도감에서 판각한 초조대장경의 일종으로 전 11권 중 9권이다. 흔히 비담종(毘曇宗)이라 불리는 소승부파(小乘部派)의 하나인 설일체유부(說一切有部)의 대표적인 논서이다. 전체 내용은 서품(序品), 계품(界品), 행품(行品), 업품(業品), 사품(使品), 현성품(賢聖品), 지품(智品), 정품(定品), 수다라품(修多羅品), 잡품(雜品), 택품(擇品), 논품(論品) 총 12품으로 이루어져 있는데 9권에 해당하는 잡품에서는 불상응(不相應), 삼무위(三無爲), 구과(九果), 신족(神足) 등에 대하여 논한 것이다. 
형태적인 특징과 체제를 보면 권수에 ‘잡아비담심론 권 제9(雜阿毗曇心論 卷第九)’이라는 권수제와 ‘도(都)’ 함차(函次)가 있고 다음 행에는 ‘존자 법구조(尊者法救造)’와 3행에 ‘송천축삼장 승가발마 등역(宋天竺三藏僧伽跋摩 等譯)’의 역자명(譯者名)이 표시되어 있다. 본문은 무계(無界)이고 각 행이 대체로 14자이기 때문에 글자의 크기가 같고 각장의 행수는 판 크기에 따라 차이는 있지만 주로 23행(권수면(卷首面)은 22행)이다. 판식이 권자본의 장정으로 각지(各紙) 장을 이어 붙일 때 바짝 연결하여 판심제인 약서명(略書名)을 확인할 수 없다. 권말에는 양쪽 노출부에 주칠한 길이 30.3cm, 직경 0.8cm의 목축(木軸)이 있다. 표지에는 ‘잡아비담심론권제구 도(雜阿毗曇心論卷第九 都)’라고 필사되어 있고 본문 앞에는 30.9cm의 여백이 있으며 중간부분에 천으로 된 끈이 달린 표죽(表竹)이 남아있어 원형을 유지하고 있음을 알 수 있다.
이 경전은 11세기에 판각한 초조대장경으로서 고려대장경연구 및 불교학·서지학연구에 귀중한 자료이다.

## 참고 자료
- 초조본 잡아비담심론 권9 - 국가유산청 국가유산포털